# Кубок Андорры по футболу 2014
Кубок конституции 2014 года — двадцать второй розыгрыш кубка Андорры. Соревнования начались 11 января 2014 года (отборочный раунд) и закончились 25 мая 2014 года (финал). Победителем турнира в 4 раз в истории стал клуб «Сан-Жулиа», который получил место в первом квалификационном раунде Лиги Европы 2014/15.

## Первый раунд
Игры первого раунда состоялись 11 и 12 января. В них приняли участие команды, занимающие 2—15 места после первой половины второго дивизиона андорранского чемпионата.
| Команда                    | счёт              | Команда             |
| -------------------------- | ----------------- | ------------------- |
| Энгордань                  | 7:3 (д.в.)        | Экстременья         |
| Каса Эстрелла дель Бенфика | 3:3 (3:2 по пен.) | Атлетик (Эскальдес) |
| Ордино В                   | 0:8               | Лузитанс В          |
| Ла Массана                 | 3:5               | Ранжерс             |
| Энкам В                    | 3:2               | Женлай              |
| Пенья Энкарнада            | 1:2               | Сан-Жулиа В         |
| Принсипат В                | 3:2               | Санта-Колома B      |

## Второй раунд
Матчи второго раунда кубка состоялись 26 января 2014 года, в них приняли участие победители первого раунда и команда, занимавшая 1 место после первой половины второго дивизиона андорранского чемпионата, «УЭ Санта-Колома В».
| Команда                    | счёт       | Команда                       |
| -------------------------- | ---------- | ----------------------------- |
| Каса Эстрелла дель Бенфика | 0:1        | Энкам В                       |
| Принсипат В                | 2:3        | Ранжерс                       |
| Энгордань                  | 4:2 (д.в.) | Лузитанс В                    |
| Сан-Жулиа В                | 1:8        | Унио Эспортива Санта-Колома В |

## Третий раунд
Матчи третьего раунда кубка состоялись 2 февраля 2013 года, в них приняли участие победители первого раунда и команды, занимавшие 5-8 места после первых 10 туров первого дивизиона андорранского чемпионата.
| Команда                       | счёт              | Команда           |
| ----------------------------- | ----------------- | ----------------- |
| Энкам B                       | 3:2               | Принсипат         |
| Ранжерс                       | 0:11              | Ордино            |
| Энгордань                     | 3:1               | Интер (Эскальдес) |
| Унио Эспортива Санта-Колома В | 3:3 (по пен. 4:5) | Энкам             |

## Четвертьфиналы
Четвертьфинальные матчи кубка состоялись 9 февраля (первые матчи) и 16 февраля (ответные матчи), в них приняли участие победители третьего раунда и команды, занимавшие 1-4 места после первых 10 туров первого дивизиона андорранского чемпиона.
| Команда   | счёт | Команда                     | 1-й матч | 2-й матч |
| --------- | ---- | --------------------------- | -------- | -------- |
| Энкам В   | 0:15 | Лузитанс                    | 0:11     | 0:4      |
| Ордино    | 1:5  | Унио Эспортива Санта-Колома | 0:1      | 1:4      |
| Энгордань | 0:8  | Сан-Жулиа                   | 0:5      | 0:3      |
| Энкам     | 1:4  | Санта-Колома                | 0:1      | 1:3      |

## Полуфиналы
Полуфинальные матчи кубка состоялись 10 мая (первые матчи) и 17 мая (ответные матчи).
| Команда                     | счёт | Команда   | 1-й матч | 2-й матч |
| --------------------------- | ---- | --------- | -------- | -------- |
| Унио Эспортива Санта-Колома | 1:6  | Лузитанс  | 0:4      | 1:2      |
| Санта-Колома                | 2:5  | Сан-Жулиа | 0:3      | 2:2      |

## Финал
| 25 мая 2014 года 18:30 (UTC+2) | \| Лузитанс \| 1:2 \| Сан-Жулиа \| \| Зе Карлос 50′ \| Голы \| Варела 29′ · Агильяр 56′ \| | Комуналь д’Айшовалль, Ашаваль |
| Лузитанс                       | 1:2                                                                                        | Сан-Жулиа                     |
| Зе Карлос 50′                  | Голы                                                                                       | Варела 29′ · Агильяр 56′      |

| Победитель Кубка конституции 2014 |
| --------------------------------- |
| Сан-Жулиа 4-й титул               |